# Коэффициент выплаты дивидендов
Коэффициент выплаты дивидендов (англ. Dividend payout ratio) — экономический показатель, который показывает соотношение общей суммы дивидендов, выплаченных акционерам по отношению к чистой прибыли компании. Это процент от прибыли, выплачиваемой акционерам в виде дивидендов. Сумма, которая не выплачивается акционерам, сохраняется компанией для погашения долга или реинвестирования в основные операции. Это противоположный показатель коэффициенту удержания (англ. Retention ratio, plowback ratio):
Коэффициент выплаты дивидендов = 1 — Коэффициент удержания = Выплаченные дивиденды/ Чистая прибыль